# Mohammed Omar
Mula Muhammad Omar Mujahid (paštunski: ملا محمد عمر), najčeše zvan samo  Mula Omar, (Nodeh pored Kandahara, rođen između 1950. i 1962. - 23. travnja 2013.). Bio je afganistanski vjerski i politički vođa te islamistički partizanski borac. Utemeljio je 1994. Islamski emirat Afganistana (Talibani) i bio njegov prvi vođa i diktator sve do svoje smrti, uključujući i poziciju premijera od 1996. do 2001. godine.
Od početka američke intervencije u Afganistanu 2001., zajedno s Osama bin Ladenom, bio je jedan od najtraženijih terorista pripadnika terorističke organizacije al-Qaida. Vjerovalo se da se skriva u Pakistanu još od 2001. godine. Iako je prije imao visoki status u okviru talibanskog pokreta, tada je bio jedan od najtraženijih svjetskih terorista, o njemu se vrlo malo znalo i samo je jedan mali broj talibanskih vođa imao kontakt s njim. Prema nekim izvorima bio je jednook i navodno analfabet - potonje opovrgavaju izvori koji navode da je Omar studirao u vjerskoj školi, odnosno medresi, koju je vodio njegov stric. Uspon Komunističke partije u Afganistanu i sovjetska intervencija koja je uslijedila 1979. prekinuli su mladićev studij i gurnuli ga u ruke naoružane afganistanske opozicije poznate kao mudžahedini. Za vrijeme vladavine u Afganistanu, kada je imao titulu emira, rijetko je napuštao Kandahar i dugo je bio notorno povučen. Sastanci s nemuslimanima ili zapadnjacima gotovo nikad nisu bili odobreni, a ostalo je nejasno je li bilo koja od fotografija koje ga navodno prikazuju autentična što je jedna od okolnosti koja je potragu za njim učinila još težom.
Većinu kontakta koje je imao između svoje vlade i ostatka svijeta je išla preko ministra vanjskih poslova Ahmeda Wakila Muttawakila. Ne postoji niti jedna njegova službena fotografija. Fotografija na kojoj se smatralo da je on predstavljala je jednu drugu osobu.  Sve je to utjecalo na njegovu sliku te se smatra nekom vrstom fantoma čak i među talibanima. Postoje glasine da je s padom talibanskog režima 2001. godine poginuo u borbama, ali ta teza nije prihvaćena kao vjerojatna već se smatralo da je zajedno s većinom vođa talibanskog režima pobjegao i da se skrivao između Afganistana i Pakistana. 25. srpnja 2015. afganistanska vlada (Kabul) je objavila da je Mohammed Omar umro u bolnici u travnju 2013. godine pod tajanstvenim okolnostima (vjerojatno od tuberkuloze).

## Vanjske poveznice
- BBC Životopis - Mula Omar
- Kratki životopis